# Kosmos 2332
Kosmos 2332, ruski satelit za umjeravanje (kalibriranje) radara. Iz programa Kosmos. Vrste je Tajfun-1B (br. 9L).
Lansiran je 24. rujna 1996. godine u 13:00 s kozmodroma Pljesecka u Rusiji. Lansiran je u nisku orbitu oko planeta Zemlje raketom nosačem Kosmos-3M 11K65M. Orbita mu je bila 295 km u perigeju i 1562 km u apogeju. Orbitna inklinacija mu je bila 82,96°. Spacetrackov kataloški broj je 23278. COSPARova oznaka je 1996-025-A. Zemlju je obilazio u 103,59 minuta. Pri lansiranju bio je mase kg. 
Vratio se u atmosferu 28. siječnja 2005. godine.

## Vanjske poveznice
- N2YO.com Search Satellite Database
- Celes Trak SATCAT Format Documentation (engl.)